# Ernodea gigantea
Ernodea gigantea är en måreväxtart som beskrevs av Donovan Stewart Correll. Ernodea gigantea ingår i släktet Ernodea och familjen måreväxter.
Artens utbredningsområde är Bahamas. Inga underarter finns listade i Catalogue of Life.